# Hermacha bicolor
Hermacha bicolor là một loài nhện trong họ Nemesiidae.
Hermacha bicolor được miêu tả năm 1897 bởi Pocock.